# Vince Banonis
Vincent Joseph „Vince“ Banonis (* 9. April 1921 in Detroit, Michigan; † 23. Oktober 2010 in Southfield, Michigan) war ein US-amerikanischer American-Football-Spieler. Er spielte als Linebacker, Center und Defensive Tackle in der National Football League (NFL) unter anderem bei den Chicago Cardinals und den Detroit Lions. 

## Spielerlaufbahn

### Collegekarriere
Vince Banonis besuchte in seiner Geburtsstadt die High School, wo er auch als Footballspieler aktiv war und aufgrund seiner sportlichen Leistungen in die Stadtauswahl gewählt wurde. Von 1939 bis 1941 studierte er an der University of Detroit, wo er neben Football, American Handball und Baseball spielte. Im American Handball gewann er die Meisterschaft an seinem College, im Jahr 1941 wurde er als Footballspieler zum All American gewählt.

### Profikarriere
Vince Banonis wurde im Jahr 1942 von den Chicago Cardinals in der vierten Runde an 29. Stelle gedraftet. Die Cardinals bezahlten ihm in seinem Rookiespieljahr ein Gehalt von 240 US-Dollar pro Spiel. Banonis wurde von seinem Head Coach Jimmy Conzelman überwiegend in der Defensive Line als Tackle eingesetzt. Aufgrund seines Militärdienstes in der United States Navy musste Banonis seine Profilaufkarriere unterbrechen, konnte aber zunächst weiterhin Football in einer Militärmannschaft spielen. Seine sportlichen Leistungen konnten auch dort überzeugen und er wurde in die landesweite Auswahlmannschaft gewählt. Im Jahr 1944 bestritt Banonis zwei Spiele für die von Walt Kiesling betreuten Card-Pitt, einer Spielgemeinschaft bestehend aus Spielern der Cardinals und der Pittsburgh Steelers. Nach seiner Entlassung aus dem Militär im Range eines Leutnants setzte er seine Spielerlaufbahn in Chicago fort, wo er fortan als Center eingesetzt wurde. Im Jahr 1947 gewann er seinen ersten NFL-Titel. Die Cardinals hatten in der regular Season neun von zwölf Spielen gewonnen und schlugen danach im NFL-Endspiel die Philadelphia Eagles mit 28:21. Im folgenden Jahr unterlagen die Cardinals im NFL-Endspiel den Eagles mit 7:0. Nach der Saison 1950 wechselte Banonis zu den Detroit Lions. Auch in Detroit wurde er als Center eingesetzt. In den Jahren 1952 und 1953 gewann er mit seiner neuen Mannschaft seinen zweiten und dritten Meistertitel. 1952 gewann das Team von Trainer Buddy Parker unter Führung von Quarterback Bobby Layne in der regular Season neun von zwölf Spielen und traf nach einem Play-off-Sieg gegen die Los Angeles Rams im Meisterschaftsspiel auf die Cleveland Browns, die sich mit 17:7 den Lions geschlagen geben mussten. In der folgenden Saison erhöhten die Lions das Einkommen von Banonis auf 600 US-Dollar pro Spiel. Ihm und seiner Mannschaft gelang es die Browns nochmals im Endspiel zu schlagen, diesmal mit 17:16. Nach seinem letzten Titelgewinn erhielt Vince Banonis eine Meisterschaftsprämie von 2300 US-Dollar, er beendete danach seine Laufbahn.

## Nach der Laufbahn
Vince Banonis arbeitete nach seiner Spielerlaufbahn in der Automobilzubehörindustrie. Er war verheiratet und hatte vier Kinder und ist auf dem Holy Sepulchre Cemetery in Southfield beerdigt.

## Ehrungen
Vincent Banonis wurde viermal zum All-Pro gewählt. Er fand Aufnahme in die College Football Hall of Fame, in die Michigan Sports Hall of Fame, sowie in die Ruhmeshallen seiner High School und der University of Detroit.